# معز الزغلامي
معز الزغلامي، ناشط نقابي وسياسي تونسي، ولد في 16 يوليو 1980م بالمظيلة من ولاية قفصة التونسية.
درس اللغة الإنجليزية والعلاقات الدولية في تونس. كان معارضا مستقلا لنظام بن علي وهو ما كلفه طرده من العمل ومنعه من الوظيفة العمومية في تونس. خاض سنة 2007 اضرابا عن الطعام من أجل الحق في الشغل القار والحق النقابي دام 39 يوما في مقر الاتحاد العام التونسي للشغل. تضمن خطابه الشهير في بطحاء محمد علي أمام جمهور واسع من السياسيين والنقابيين والعمال والعاطلين عن العمل الذي خاطب فيه النظام قائلا: انني الآن إن مت سأصير رمزا، وإن عشت ساعيش كريما.
كان اضراب الجوع الذي خاضه محفزا لعديد التحركات المساندة في جهات تونس الداخلية وأهمها ما خاضه العاطلون عن العمل في الرديف من اضرابات جوع في مقر الاتحاد المحلي للشغل بالرديف والتي تزامنت مع انتفاضة الرديف في 2008.
بقي معز الزغلامي ممنوعا من العمل ومن الوظيفة العمومية ومن السفر سنوات حكم بن علي وكان من شباب الثورة المشاركين في الاحتجاجات التي أدت إلى الإطاحة بالحزب الحاكم في تونس سنة 2011. عاد إلى عمله وانتقل إلى تدريس اللغة الانقليزية في مدينة تاجروين بالكاف وابتعد عن السياسة بعد الثورة التونسية قبل أن يعود مجددا ويؤسس حركة الفقراء مع مجموعة من الشباب سنة 2014.